# 假琴叶过路黄
假琴叶过路黄（学名：Lysimachia lychnoides）是报春花科珍珠菜属的植物，是中国的特有植物。分布在中国大陆的贵州等地，生长于海拔800米的地区，见于路边岩石上，目前尚未由人工引种栽培。